# Flugunfall der CNAC bei Shimbuwang
Der Flugunfall der CNAC bei Shimbuwang war ein Frachtflug der CNAC von Kunming-Wujiaba nach Shimbuwang. Am 31. August 1944 sprang auf diesem Flug die Besatzung einer Frachtmaschine des Typs Douglas DC-3/C-47-A-90-DL mit Fallschirmen aus der Maschine ab, nachdem die Triebwerke im Flug aussetzten und eine Notlandung unmöglich erschien. Den Fallschirmabsprung überlebte nur der Kapitän, die anderen beiden Besatzungsmitglieder kamen ums Leben.

## Maschine und Insassen
Das Flugzeug war eine 1944 gebaute Douglas DC-3/C-47-A-90-DL mit der Modellseriennummer 20253. Die Maschine wurde an die China National Aviation Corporation (CNAC) ausgeliefert. Die DC-3 wurde von zwei Doppelsternmotoren Pratt & Whitney R-1830-92 Twin Wasp mit je 1.200 PS Leistung angetrieben.
An Bord befand sich lediglich eine dreiköpfige Besatzung.

## Unfallhergang
Während die Maschine das Huhuang-Tal überflogen, begannen beide Triebwerke an Leistung zu verlieren. In Shimbuwang herrschten widrige Wetterverhältnisse, weshalb eine Notlandung nicht möglich war. Der Flugkapitän schaltete den Autopiloten ein und konnte erfolgreich mit dem Fallschirm aus der Maschine abspringen. Ein weiteres Besatzungsmitglied öffnete seinen Fallschirm vor dem Absprung aus der Maschine, woraufhin sich sein Fallschirm im Leitwerk der Maschine verfing. Er starb ebenfalls beim Absturz der Maschine wie das dritte Besatzungsmitglied, das seinen Fallschirm im Inneren der Maschine öffnete.